# Wilhelm Nesen
Wilhelm Nesen (* 1492 in Nastätten; † 6. Juli 1524 in Wittenberg) war ein deutscher Humanist und Pädagoge. Er war ein Schüler des Erasmus von Rotterdam und Anhänger Luthers. Sein Humanistenname lautete Nesenus oder Nesenius.

## Leben

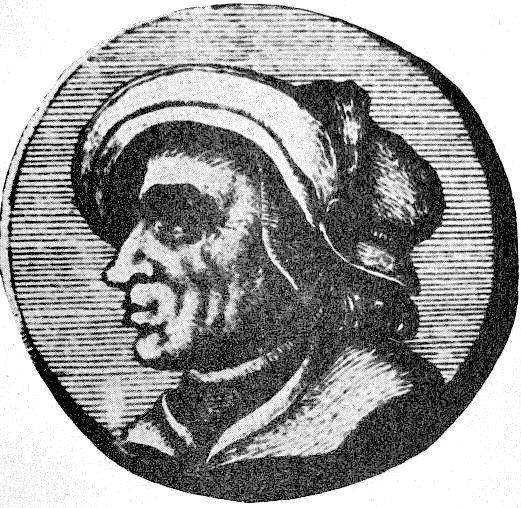
Wilhelm Nesen (1492–1524)

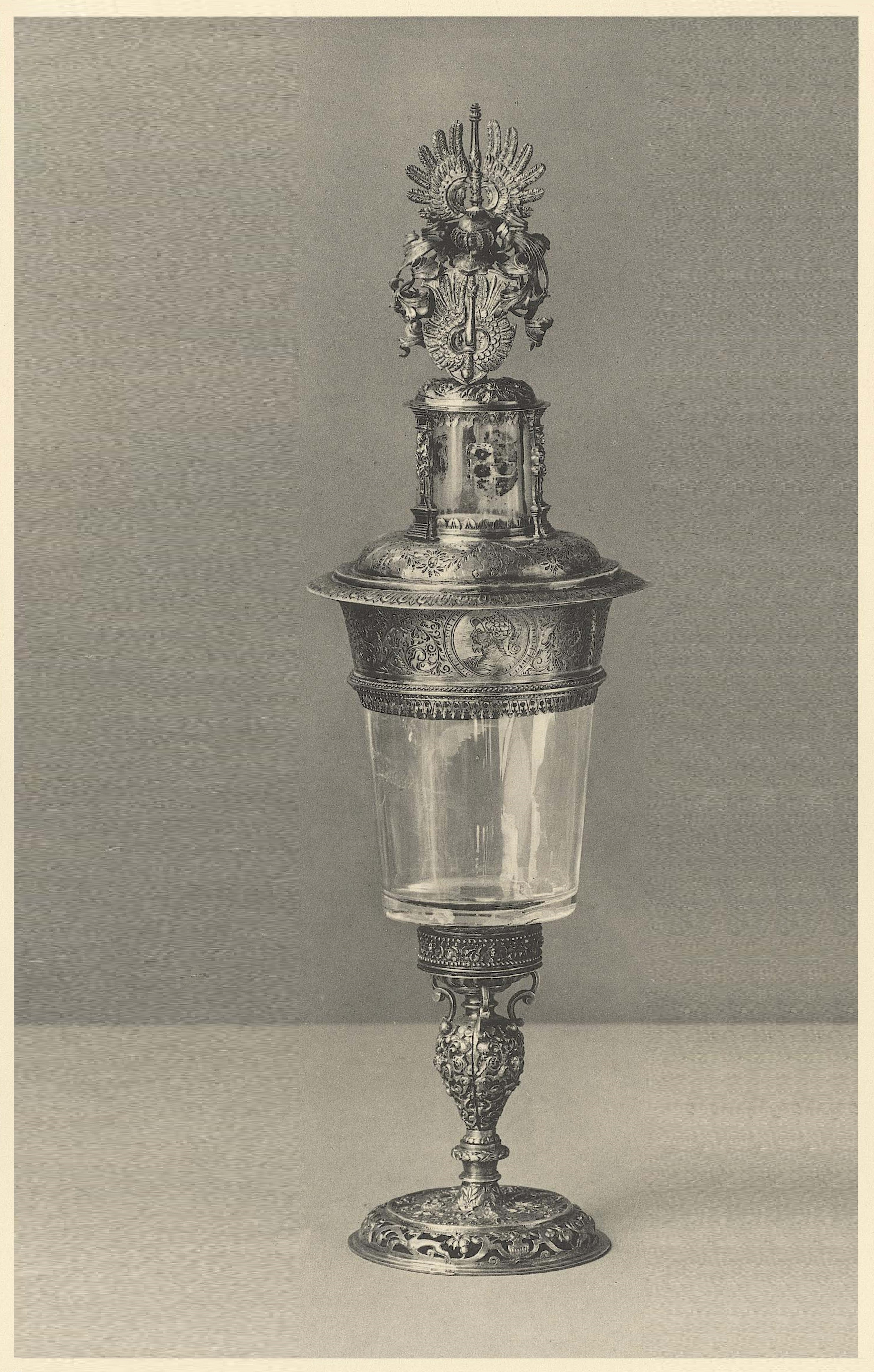
Der Nesen-Becher, ein Geschenk Martin Luthers an Wilhelm Nesen.

Nesen wurde 1492 in Nastätten im Taunus geboren. Aus bescheidenen Verhältnissen stammend, hatte er das Glück, dass sein Vater, der in der Landwirtschaft tätig war, ein Studium für ihn und seinen jüngeren Bruder Konrad Nesen finanzieren konnte. 
Um das Jahr 1514 studierte er in Basel, wo er sich auch mit Korrekturen für die Frobensche Druckerei beschäftigte. In Basel schloss er wahrscheinlich auch Freundschaft mit Ulrich Zwingli und Heinrich Glareanus, der 1514 bis 1517 in Basel lebte. Nesen trat mit Erasmus in Verbindung, der sich ebenfalls um diese Zeit in Basel aufhielt und von Antwerpen aus ihm 1516 die neue Auflage seiner  „Copia rerum et verborum“ widmete. Auf dessen Veranlassung ging Nesen in demselben Jahre nach Löwen und schloss sich den Humanisten an. Später erwarb er dort die Magisterwürde.
Wie viele Humanisten seiner Zeit wechselte er häufig den Aufenthaltsort. So ging er nach Paris, das er nach seiner Promotion zu Anfang des Jahres 1517 aufsuchte, und hörte hier besonders Cyprianus Taleus, er lernte aber auch Nicolaus Beraldus (ca. 1473–1550) einem Schüler von Étienne Dolet, Guillaume Budé und andere Vertreter des französischen Humanismus kennen.
1518 bemühte er sich ohne Erfolg um eine Professur des Lateinischen am Collegium trilingue in Löwen. Sein jüngerer Bruder Konrad kommentierte die damaligen Verhältnisse in Löwen auf satirische Weise.
Wegen eines Streites mit dem Karmeliter-Prior Nikolaus Egmond musste er Löwen verlassen. Durch Vermittlung von Erasmus wurde er von dem Patrizier Hamman von Holzhausen nach Frankfurt am Main berufen. 1520 wurde er Gründungsrektor der ersten Lateinschule Frankfurts. Aus dieser Schule ging später das städtische Gymnasium (jetzt: Lessing-Gymnasium) hervor. In der Bestallungsurkunde des Rates wird er als Poet und Erfarner in lateinischer und griechischer Sprach bezeichnet.
Seitdem Martin Luther am 14. April 1521 auf seiner Reise zum Reichstag nach Worms und am 27. April auf der Rückreise zweimal in Frankfurt übernachtet hatte, stand Nesen in regelmäßigem Kontakt mit ihm. Luthers Streitschrift vom Februar 1523 adversus armatum virum Cocleum gegen Johannes Cochlaeus ist Nesen gewidmet.
Im April 1523 ging Nesen an die Universität Wittenberg, um sich dort der Rechtswissenschaft zu widmen. Gleichzeitig hielt er Vorlesungen über klassische Autoren und Geographie. Er ertrank am 6. Juli 1524 bei einem Unfall in der Elbe nahe Wittenberg. Sein plötzlicher Tod löste Trauer und Bestürzung aus. In den auf seinen Tod folgenden Wochen entstand Luthers Lied Mitten wir im Leben sind mit dem Tod umfangen.
Seine Nachkommen haben den Familiennamen über männliche Linien in der latinisierten Form Nesenius und Nessenius weitergegeben.